# Ferrari 599
Der Ferrari 599 ist ein Gran Turismo des italienischen Sportwagenherstellers Ferrari, der von 2006 bis 2013 verkauft wurde. Er war das Nachfolgemodell des Ferrari 575.

## Modelle

### 599 GTB

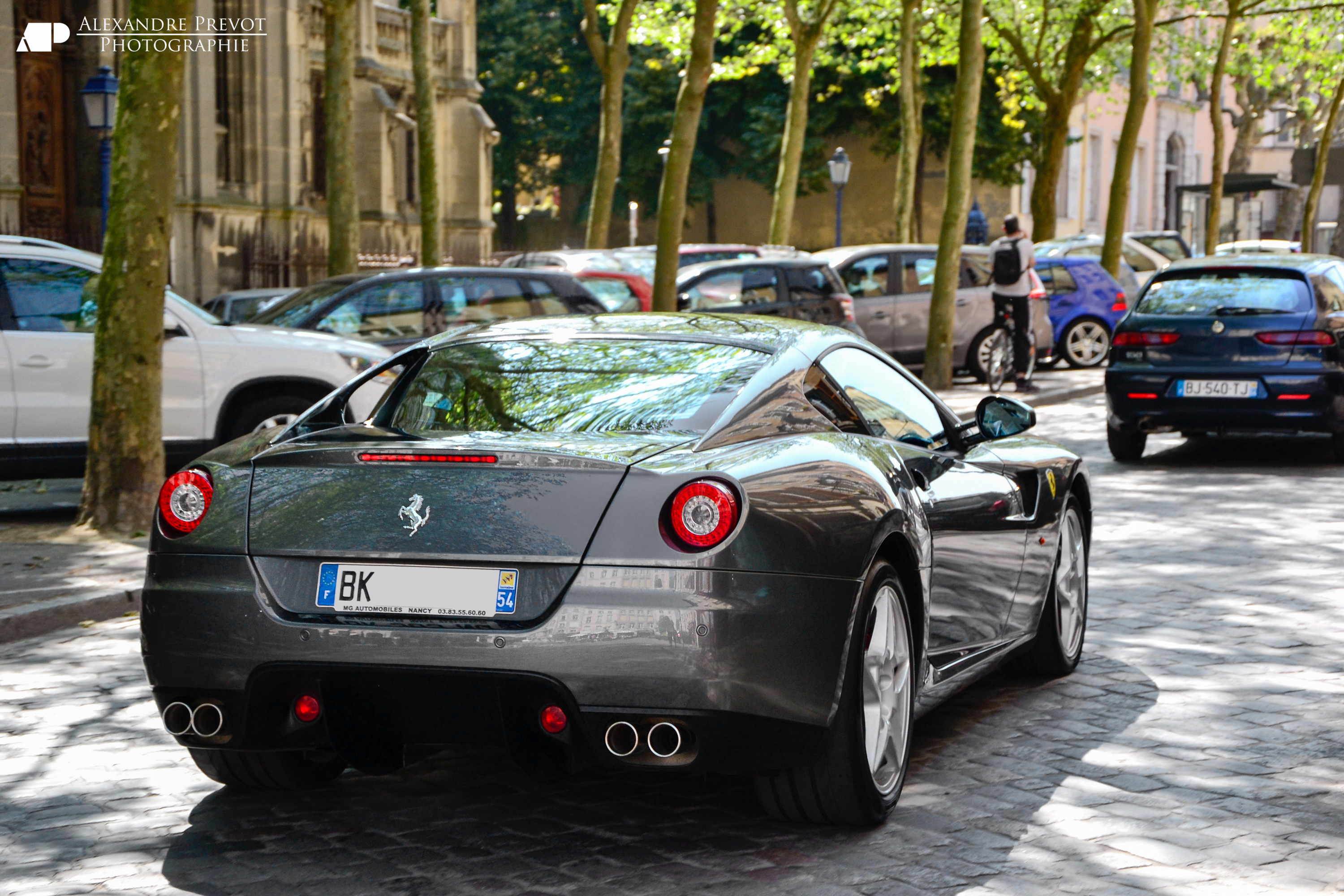
Heckansicht des 599 GTB

Der 599 GTB Fiorano ist nach der Teststrecke Fiorano benannt, auf der Ferrari die Renn- und Straßenwagen entwickelt; GTB steht für Gran Turismo Berlinetta. Der Wagen wurde auf dem Genfer Auto-Salon im Februar 2006 vorgestellt.
Das Aluminium-Chassis ist eine Neuentwicklung, der Motor basiert auf dem Zwölfzylinder des Ferrari Enzo Ferrari, hat mit 456 kW (620 PS) jedoch weniger Leistung. Somit war der 599 GTB bei seiner Markteinführung der zweitstärkste Ferrari hinter dem Ferrari Enzo. Der 599 GTB führt die Tradition der Frontmotor-V12-Sportwagen von Ferrari fort und hat einen Antrieb in Transaxle-Bauweise mit dem Getriebe an der Hinterachse. Die neue Traktionskontrolle „F1 Trac“ des Wagens wurde in Zusammenarbeit mit Michael Schumacher entwickelt. Der 599 GTB wurde vorwiegend mit Ferraris „F1-SuperFast“-Schaltung ausgeliefert, mit der Schaltvorgänge in weniger als 0,1 Sekunden durchgeführt werden. Lediglich 30 Exemplare wurden mit Sechsgang-Handschaltgetriebe mit der klassischen Ferrari-Schaltkulisse ausgeliefert. 20 davon gingen nach Nordamerika und 10 blieben in Europa. Die Leitbleche an der C-Säule stabilisieren den Wagen bei hohen Geschwindigkeiten, ähnlich wie ein Heckflügel. Die Karosserie des Autos entstand beim Zulieferer Fontana.
Als Sonderausstattung stehen unter anderem zur Verfügung: eine Bremsanlage mit Scheiben aus Carbon-Keramik (seit dem Bj. 2009 serienmäßig), verschiedene Kohlenstofffaser-Dekoreinlagen für den Innenraum und ein Becker-Navigationssystem mit integriertem Autotelefon, welches das SIM Access Profile unterstützt.
Der US-amerikanische Unternehmer und passionierte Automobilsammler Peter S. Kalikow ließ sich im Jahr 2011 auf Basis eines Ferrari 599 GTB ein Einzelstück mit Klappdach anfertigen, den Ferrari Superamerica 45.
2012 wurden nach Angaben des Kraftfahrt-Bundesamtes 10 Ferrari 599 GTB in Deutschland neu zugelassen, davon 7 Fahrzeuge durch gewerbliche Halter.

#### 599 GTB HGTE

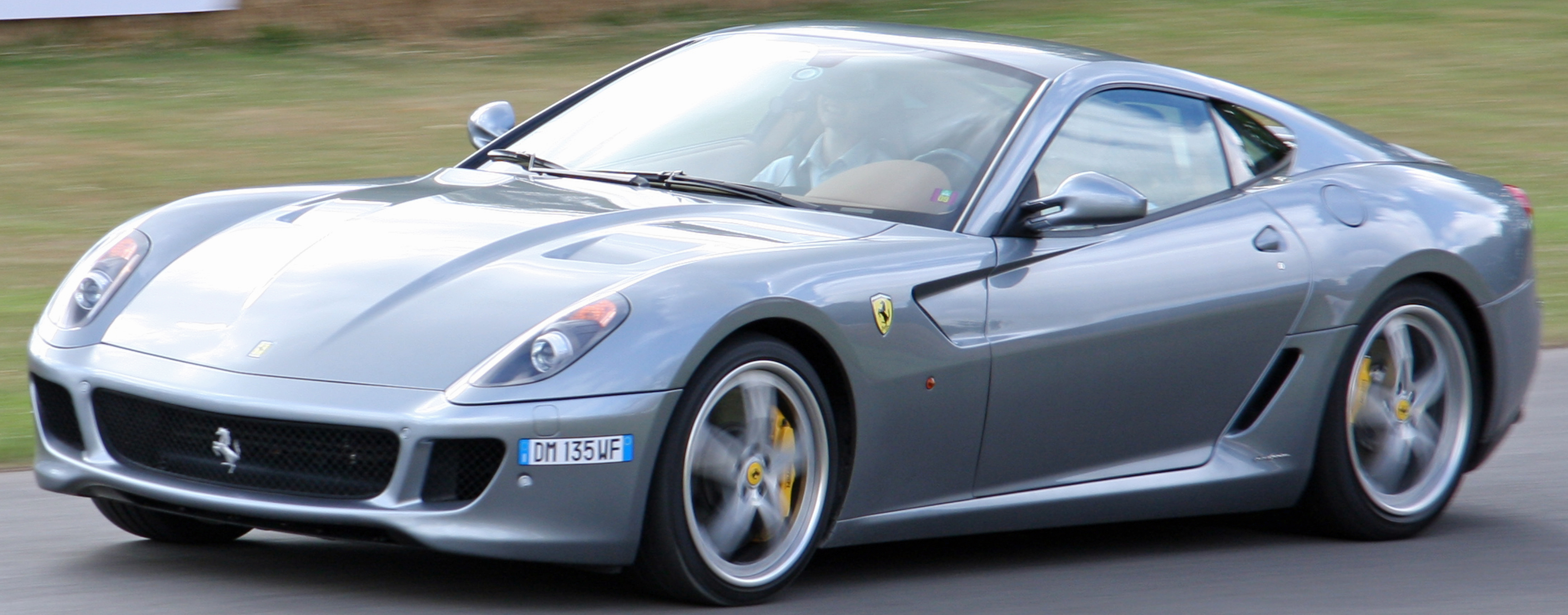
Das Sportmodell 599 HGTE

Ab Modelljahr 2009 bot Ferrari die Ausstattung Handling Gran Turismo Evoluzione an, die das Fahrverhalten weiter verbessern sollte.
Das HGTE-Paket umfasste ein Sportfahrwerk mit Stabilisatoren mit größerem Durchmesser sowie Sportreifen und tiefergelegter Karosserie, HGTE-spezifische, geschmiedete 20-Zoll-Räder und eine Sport-Abgasanlage. Außerdem wurde für die HGTE-Fahrzeuge die Elektronik geändert: bei sportlichen Fahreinstellungen am Lenkradknopf wurde die Zeit für einen Gangwechsel (unter Volllast) auf 85 ms reduziert, das Ansprechverhalten des Gaspedals angepasst und die elektronisch geregelten Stoßdämpfer sportlicher eingestellt. Für den Innenraum waren im HGTE-Paket Sportsitze mit Alcantara und eine Ausstattung mit Teilen aus kohlenstofffaserverstärktem Kunststoff (CFK) enthalten.
Ab Werk wurde das HGTE-Paket nur für Fahrzeuge mit F1-Schaltung angeboten, anfangs für einen Aufpreis von 23.000,- EUR. Zur Nachrüstung bestehender Fahrzeuge wurden von Ferrari verschiedene Kits zum Einbau bei Händlern angeboten, hauptsächlich die Räder und die Abgasanlage.

### 599XX

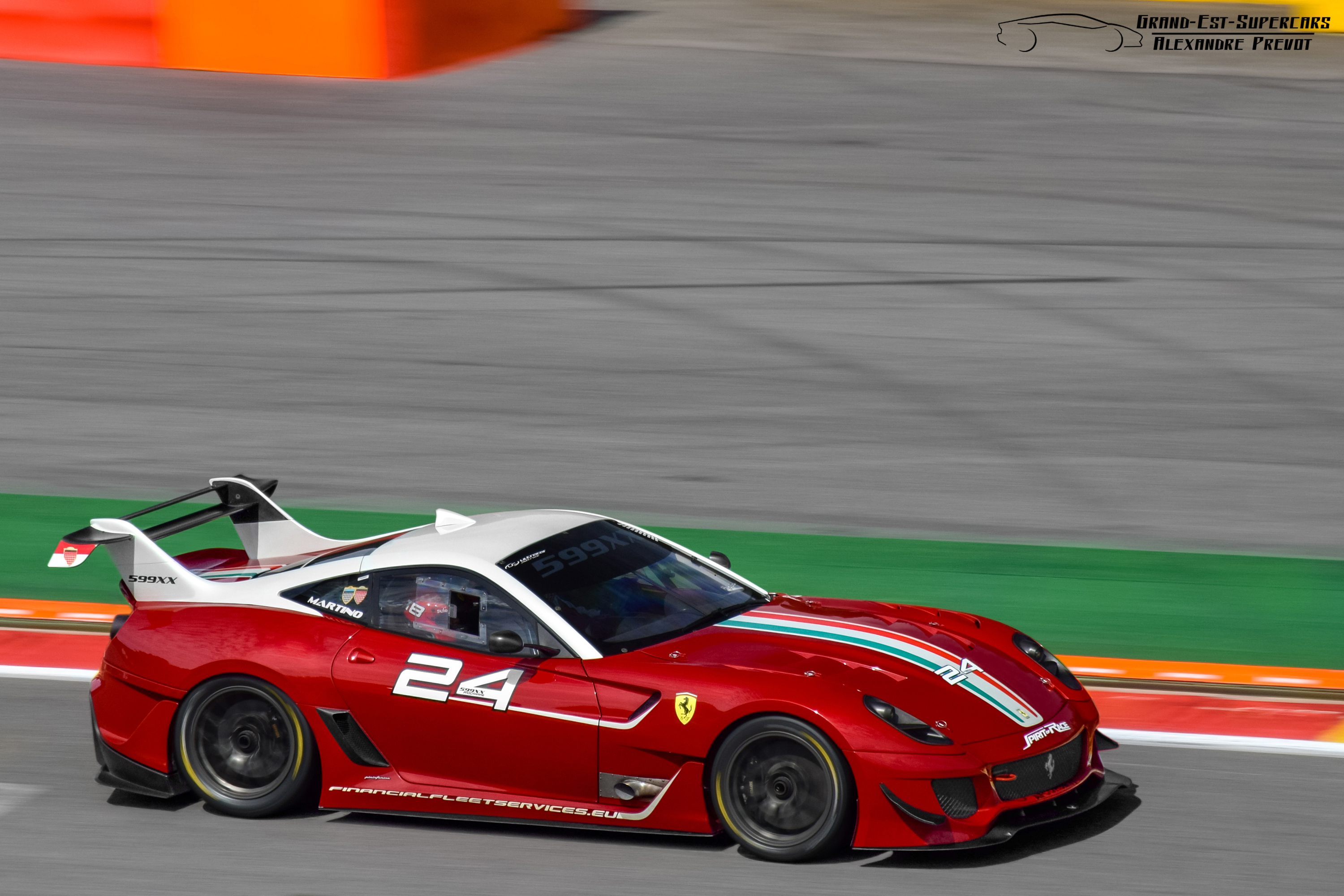
Ferrari 599XX Evo

Der beim Genfer Auto-Salon 2009 vorgestellte 599XX ist eine Rennversion des 599 GTB. Der Wagen leistet 537 kW (730 PS) bei 9000 min−1 und ist durch die Verwendung von Karosserieteilen aus CFK, speziellen Legierungen im Motorblock und eine Keramikbremsanlage gewichtsreduziert. Ein neues Schaltsetup des Getriebes ermöglicht Gangwechsel in Zeiten bis zu 60 Millisekunden. Die Karosserie ist, auch an der Unterseite, strömungsgünstiger geformt, sodass ein Anpressdruck von 280 kg bei 200 km/h und 630 kg bei 300 km/h entwickelt wird. Ferner fährt der Wagen auf 295/67-R19-Vorder- und einer 315/71-R19-Hinterradbereifung auf 11*19J-Felgen vorne und 12*19J hinten.
Im Kofferraum des Ferrari 599XX ist ein System zum Absaugen der Grenzschicht unter dem Wagen eingebaut, Active Flow genannt. Dazu saugen Ventilatoren durch eine poröse Schicht die turbulent (ungleichmäßig) strömende Grenzschicht der unter dem Fahrzeug fließenden Luft ab, bevor sie den Diffusor erreicht. Weil dadurch das Abreißen des Luftstromes verhindert wird, kann die Diffusorschräge nun mehr als die sonst maximal möglichen 7° betragen, so dass ein größerer Anpressdruck bei gleichem Luftwiderstand erzeugt wird. Die angesaugte Luft wird durch die Rücklicht-Attrappen abgeführt. Um Turbulenzen beim Ausströmen zu verringern, wird der Luftstrom von piezo-gesteuerten Membranen auf eine Schwingung von 800 Hz gebracht, was den Luftwiderstandsbeiwert (Cw-Wert) weiter senkt.
Der Preis des Fahrzeugs beträgt über eine Million Dollar und die Kleinserie ist auf 30 Exemplare begrenzt, die an ausgewählte Kunden abgegeben werden.
Im Dezember 2011 stellte Ferrari eine Reihe technischer Verbesserungen vor. Diese Entwicklung enthält viele neue Aerodynamikelemente, aber auch die Leistung wurde um 20 auf 750 PS bei 9000/min erhöht. Damit konnte die Rundenzeit auf der Hausstrecke in Fiorano von 1 Min. 17 Sek. auf 1 Min. 15 Sek. gesenkt werden.

### 599 GTO

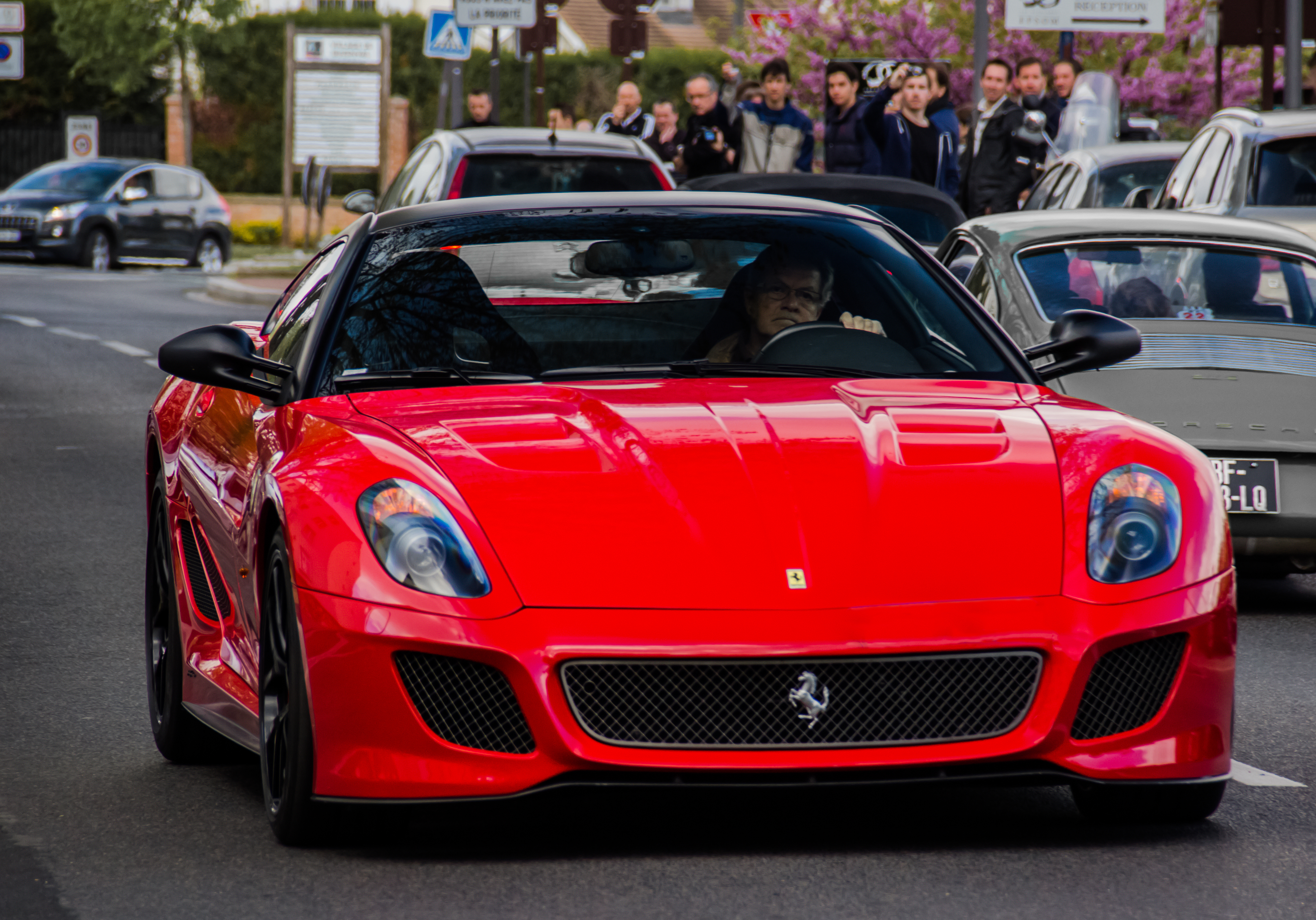
Das Sondermodell 599 GTO

Am 8. April 2010 präsentierte Ferrari mit dem 599 GTO (für Gran Turismo Omologato) ein auf 599 Exemplare limitiertes Sondermodell des 599. Mindestens 912 Exemplare wurden aber produziert und verkauft (Anzahl der registrierten Fahrgestellnummer). Der 599 GTO basiert auf dem 2009 vorgestellten Ferrari 599XX und ist nach Unternehmensangaben der bis dahin schnellste Straßen-Ferrari. Erstmals gezeigt wurde der Wagen auf der Auto China Ende April 2010 in Peking.
Markant macht den 599 GTO die stark perforierte Karosserie. Neue Spoiler vorne  sowie ein neuer Diffusor hinten sorgen für mehr Abtrieb. Die Karosserie des GTO hebt sich gegenüber vom GTB vor allem durch die zusätzlichen Entlüftungsöffnungen ab. Rund um die Radhäuser und auf der Motorhaube sollen diese Kühlluftöffnungen die Brems- und Motorabwärme effektiv abführen. Vom 599XX wurde auch das automatisierte F1-Sechsgang-Getriebe übernommen, das Gangwechsel in nur 60 Millisekunden erlauben soll. Das adaptive Fahrwerk hat stärkere Stabilisatoren, kürzere Federn und eine elektronische Vernetzung mit den Fahrdynamiksystemen.
Der Wagen hat einen V12-Motor, der mit sechs Liter Hubraum 493 kW (670 PS) leistet und laut Hersteller eine Beschleunigung in 3,35 Sekunden von null auf 100 km/h sowie eine Höchstgeschwindigkeit von mehr als 335 km/h ermöglichen soll. Das maximale Drehmoment liegt bei 620 Nm. Durch den Einsatz zahlreicher Leichtbaukomponenten (dünnere Scheiben sowie dünneres Aluminiumblech) wird das Leergewicht auf 1495 Kilogramm reduziert, was ein Leistungsgewicht von nur 2,23 kg/PS ergibt. Den Durchschnittsverbrauch des nach Euro 5 eingestuften Motors gibt Ferrari mit 17,5 Liter Superbenzin an, die CO2-Emissionen liegen bei 411 g/km.

### SA Aperta

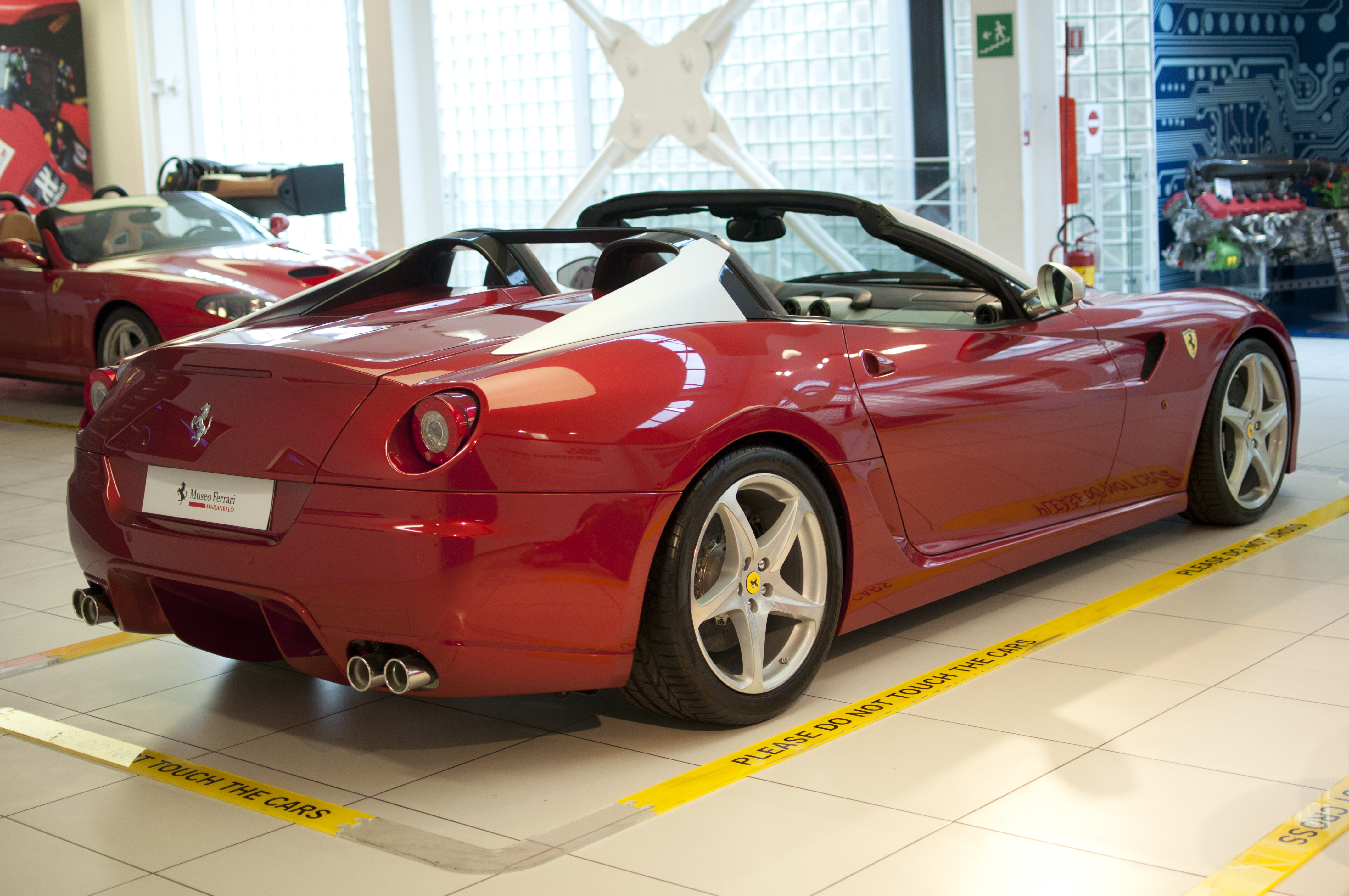
Ferrari 599 SA Aperta

Auf Basis des 599 GTO wurde auf dem Pariser Autosalon 2010 das Sondermodell SA Aperta vorgestellt. Der Name des nur mit einem Notverdeck ausgestatteten Roadsters ist eine Hommage an Sergio und Andrea Pininfarina, die Gründer der gleichnamigen Designfirma. Um den 80. Geburtstag dieses Unternehmens zu feiern, wurde das Sondermodell auf 80 Exemplare limitiert.
Die Antriebstechnik unterscheidet sich kaum von der des geschlossenen GTO; lediglich das Chassis wurde verstärkt. Wegen des fehlenden Dachs ist der Luftwiderstand höher, was die Höchstgeschwindigkeit um 10 km/h verringert, die Beschleunigung auf 100 km/h dauert 0,25 Sekunden länger.

## Technische Daten

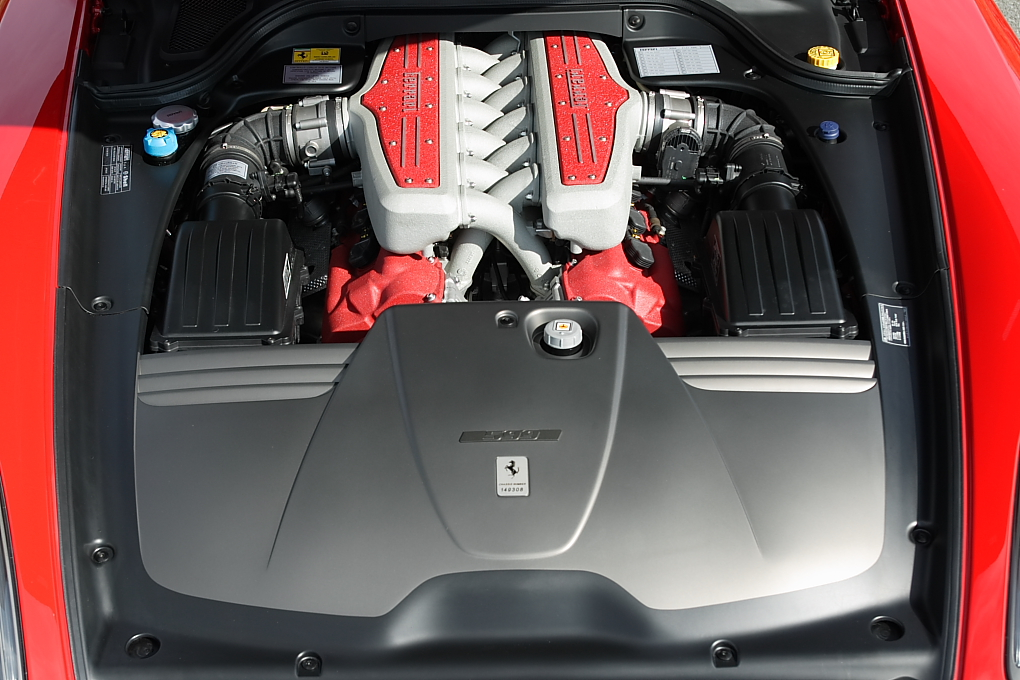
Der Sechsliter-V12-Motor des 599 GTB, F140 C

| Ferrari                              | 599 GTB                      | 599 GTO                               | 599XX                                 |
| ------------------------------------ | ---------------------------- | ------------------------------------- | ------------------------------------- |
| Motorart                             | V12-Ottomotor                | V12-Ottomotor                         | V12-Ottomotor                         |
| Motorbezeichnung                     | F140 C                       | F140 CE                               |                                       |
| Einbaulage                           | Vorn längs                   | Vorn längs                            | Vorn längs                            |
| Ventile/Nockenwellen                 | 4 pro Zylinder/4             | 4 pro Zylinder/4                      | 4 pro Zylinder/4                      |
| Hubraum                              | 5999 cm³                     | 5999 cm³                              | 5999 cm³                              |
| Bohrung × Hub                        | 92,0 × 75,2 mm               | 92,0 × 75,2 mm                        | 92,0 × 75,2 mm                        |
| Verdichtung                          | 11,2:1                       | 11,2:1                                | 11,2:1                                |
| Leistung                             | 456 kW (620 PS) bei 7600/min | 493 kW (670 PS) bei 8250/min          | 537 kW (730 PS)                       |
| Drehmoment                           | 608 Nm bei 5600/min          | 620 Nm bei 6500/min                   | 686 Nm                                |
| Getriebe                             | 6-Gang-Schaltgetriebe        | Automatisiertes 6-Gang Schaltgetriebe | Automatisiertes 6-Gang Schaltgetriebe |
| Antrieb                              | Hinterradantrieb             | Hinterradantrieb                      | Hinterradantrieb                      |
| Beschleunigung 0–100 km/h            | 3,7 s                        | 3,35 s                                | keine Angabe                          |
| Höchstgeschwindigkeit                | > 330 km/h                   | > 335 km/h                            | keine Angabe                          |
| Tankinhalt                           | 105 l                        | 105 l                                 | 90 l                                  |
| Verbrauch kombiniert l/100 km        | 17,9 Super (95 ROZ)          | 17,5 Super (95 ROZ)                   | keine Angabe                          |
| CO2-Emissionen kombiniert g/km       | 415                          | 411                                   | keine Angabe                          |
| Trockengewicht                       | 1580 kg                      | 1495 kg                               | 1345 kg                               |
| Leergewicht                          | 1685 kg                      | 1600 kg                               | keine Angabe                          |
| Grundpreis (Deutschland inkl. MwSt.) | 242.000 €                    | 317.500 €                             | keine Angabe                          |

## Einzelstücke
Auf besonderen Kundenwunsch wurden auf der technischen Basis des 599 mehrere Einzelstücke von Ferraris Special-Projects-Abteilung angefertigt:

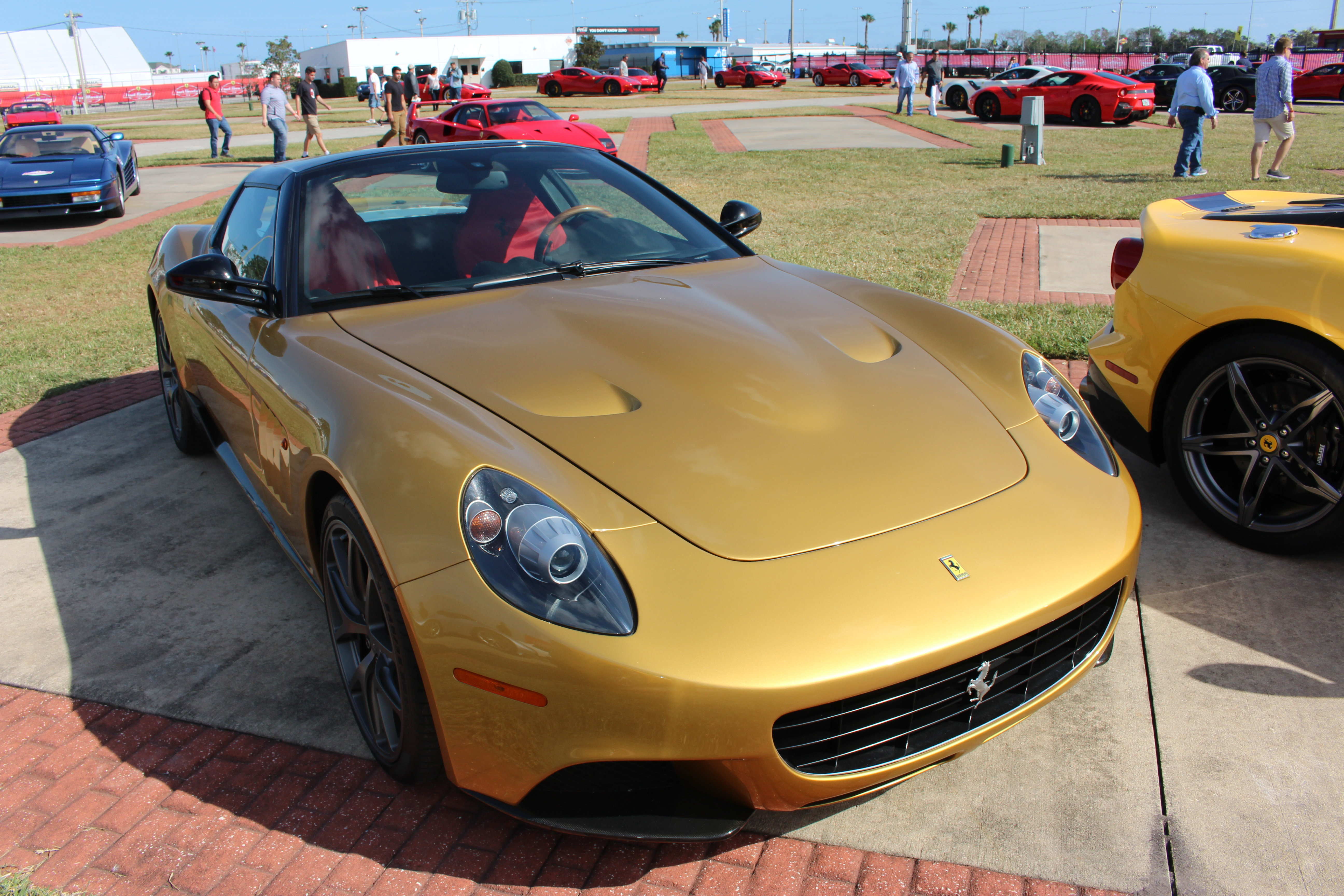
P540 Superfast Aperta
Dabei handelt es sich um eine Version mit Targadach und geänderten Schürzen. Das Fahrzeug wurde in Goldfarbe lackiert. Es wurde 2009 ausgeliefert.

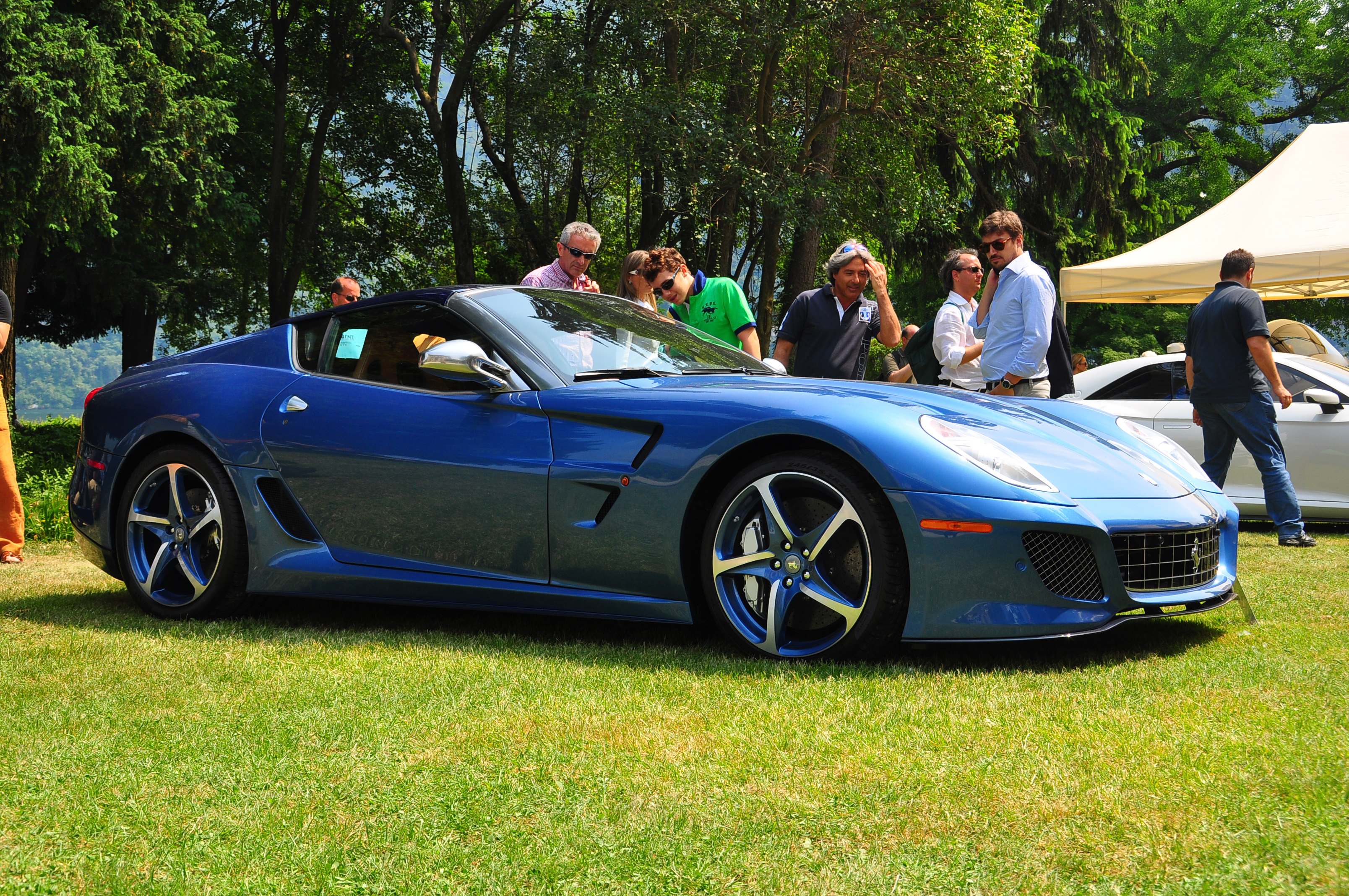
Superamerica 45
Dieses Modell hat eine ähnliche Dachkonstruktion wie der 575 Superamerica. Es wurde hellblau lackiert ausgeliefert.

## Zulassungszahlen
Zwischen 2006 und 2018 sind in der Bundesrepublik Deutschland insgesamt 646 Ferrari 599 neu zugelassen worden. Mit 168 Einheiten war 2007 das erfolgreichste Verkaufsjahr.
|  |

|  |

|  |

|  |

|  |

|  |

|  |

|  |

|  |

|  |

|  |

|  |

|  |

|  |

|  |

|  |

|  |

|  |

|  |

|  |

|  |

|  |

|  |

|  |

|  |

|  |

|  |

|  |

|  |

|  |

|  |

|  |

| 0 |

|  |

|  |

|  |

|  |

|  |

|  |

|  |

|  |

| 0 |

|  |

|  |

|  |

|  |

|  |

|  |

|  |

|  |

|  |

|  |

|  |

|  |

|  |

|  |

|  |

|  |

|  |

|  |

|  |

|  |

|  |

|  |

|  |

|  |

|  |

|  |

|  |

|  |

|  |

|  |

|  |

|  |

|  |

|  |

|  |

|  |

| 0 |

|  |

|  |

|  |

|  |

|  |

|  |

|  |

|  |

| 0 |

|  |

|  |

|  |

|  |

|  |

|  |

|  |

|  |

|  |

|  |

|  |

|  |

|  |

|  |

|  |

|  |

|  |

|  |

|  |

|  |

|  |

|  |

|  |

|  |

|  |

|  |

|  |

|  |

|  |

|  |

|  |

|  |

|  |

|  |

|  |

|  |

| 0 |

|  |

|  |

|  |

|  |

|  |

|  |

|  |

|  |

| 0 |

|  |

|  |

|  |

|  |

|  |

|  |

|  |

|  |

|  |

|  |

|  |

|  |

|  |

|  |

|  |

|  |

|  |

|  |

|  |

|  |

|  |

|  |

|  |

|  |

|  |

|  |

|  |

|  |

|  |

|  |

|  |

|  |

|  |

|  |

|  |

|  |

| 0 |

|  |

|  |

|  |

|  |

|  |

|  |

|  |

|  |

| 0 |

|  |

|  |

|  |

|  |

|  | Coupé (646) |

|  | Coupé (646) |

## Auszeichnungen
- Das Evo – Magazine ernannte den 599 GTB zum Car of the Year 2006.
- Das Top Gear Magazine ernannte den 599 GTB zum Supercar of the Year 2006.